# Melanoides pupiformis
Melanoides pupiformis е вид коремоного от семейство Thiaridae. Среща се в сладководни езера. Видът е ендемичен за Малави и е почти застрашен от изчезване.